# Königreich Sarawak
Das Königreich Sarawak (englisch Kingdom of Sarawak) war ein Staat, der 1841 durch den englischen Abenteurer James Brooke im Norden Borneos gegründet wurde. Als Gegenleistung für seine Unterstützung im Kampf gegen Piraterie und Aufstände gewährte der Sultan von Brunei dem Königreich seine Unabhängigkeit. Charles Johnson Brooke, James’ Neffe und der zweite weiße Raja von Sarawak, willigte 1888 dem Status eines britischen Protektorates zu. Dieser Status währte bis 1946, als Charles Johnsons Sohn Charles Vyner Brooke seine Rechte an das Vereinigte Königreich abtrat und Sarawak zur Kronkolonie wurde.

## Geschichte

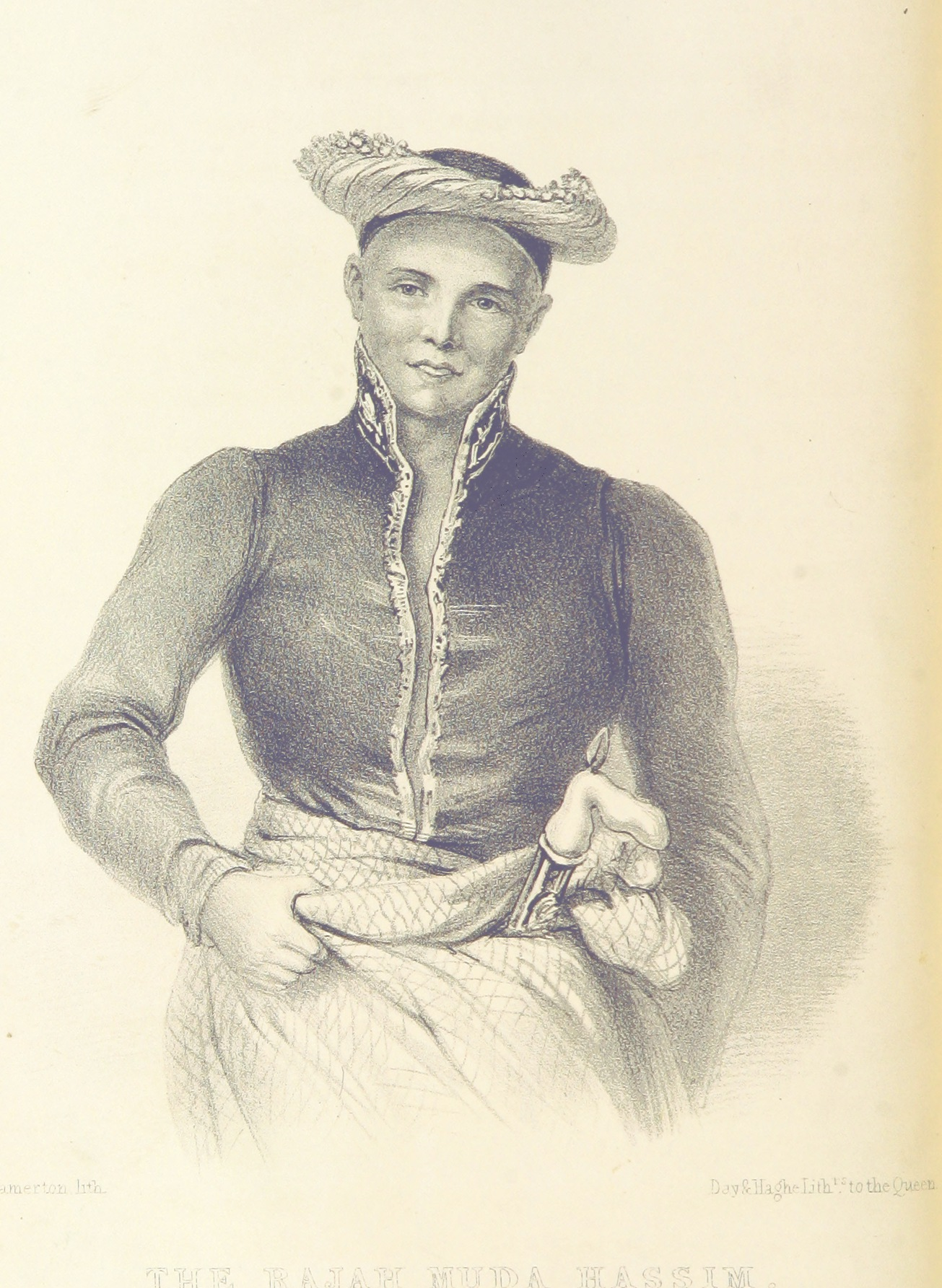
Pengiran Muda Hashim

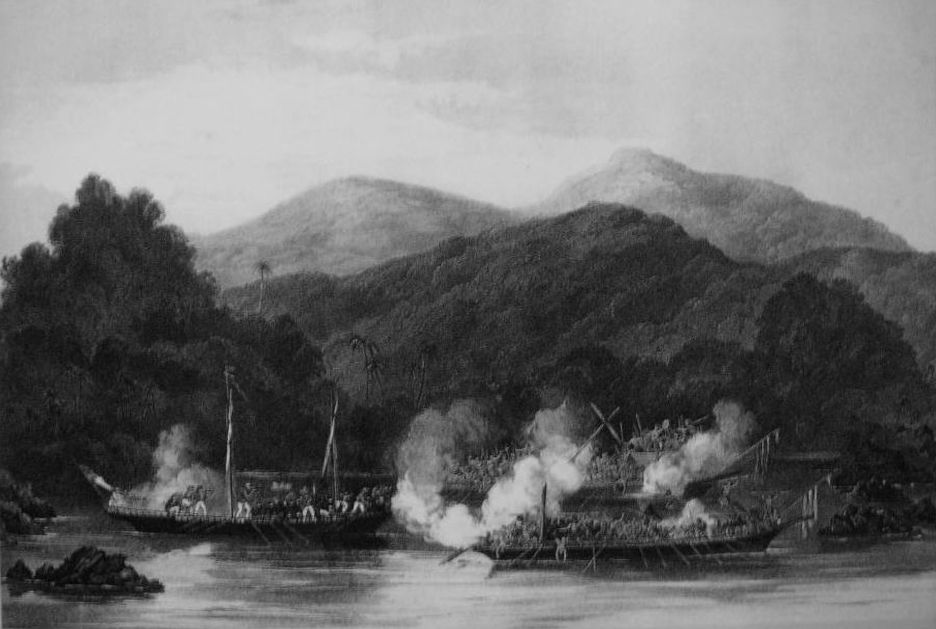
James Brooke im Kampf gegen Piraten vor Nord-Borneo, 1843

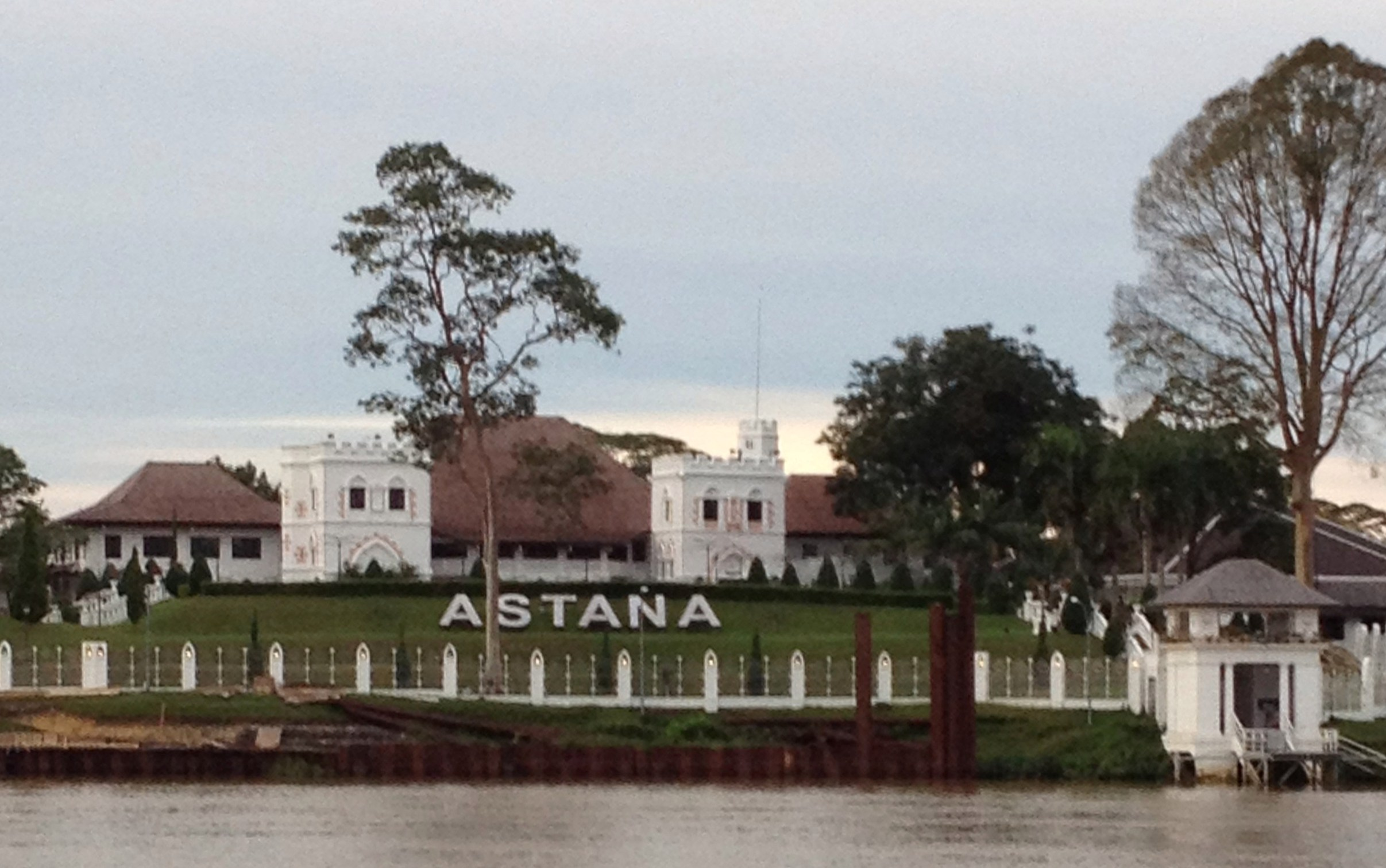
Der königliche Palast Astana in Kuching

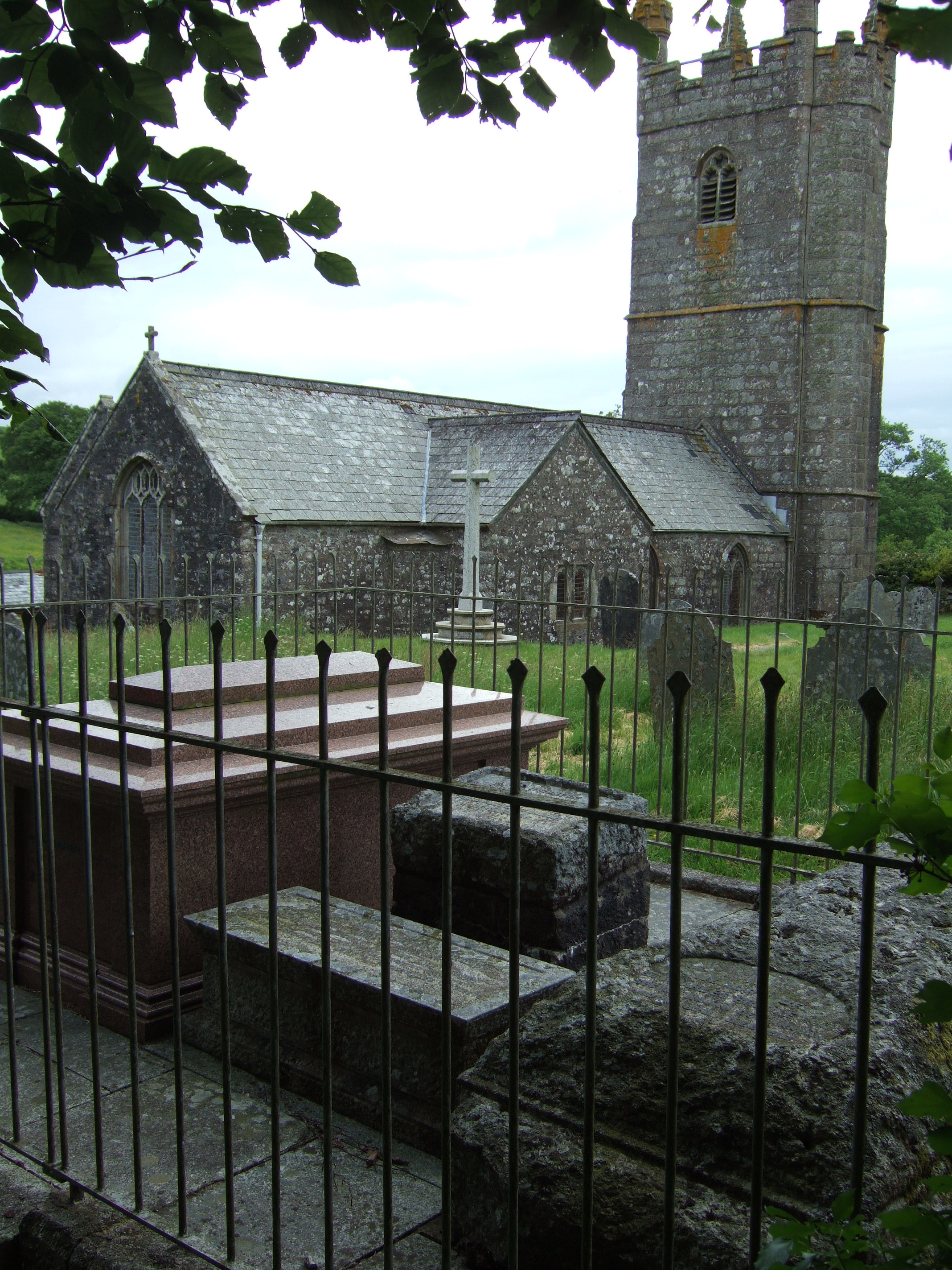
Gräber der drei weißen Rajas in Sheepstor, Devon, England

Flagge Sarawaks (1848–1870)

In der ersten Hälfte des 19. Jahrhunderts gehörte das Gebiet Sarawak zum Reich des Sultans von Brunei, wurde aber von Aufständen und Piraterie erschüttert. 1839 bat der Sultan von Brunei, Omar Ali Saifuddin II., Pengiran Muda Hashim, die aufständischen Volksgruppen zu befrieden und die Piraterie zu bekämpfen. Im selben Jahr bereiste James Brooke mit seinem bewaffneten Schoner The Royalist die Küste Nord-Borneos. Pengiran Muda Hashim bat ihn um Unterstützung, was Brooke ablehnte.
1841 bereiste Brooke erneut die Küste von Nord-Borneo und diesmal willigte er ein, Pengiran Muda Hashim bei seiner Aufgabe zu unterstützen. Es gelang ihm, den Aufstand der indigenen Bidayuh im Norden Borneos friedlich zu beenden, was zur Unterzeichnung eines Vertrages führte, worin der Sultan von Brunei Brooke am 24. September 1841 das Gebiet Sarawak zur persönlichen Verwaltung überließ und ihn zu seinem Lehnsmann ernannte. Dafür zahlte Brooke jährlich einen Betrag von 500 £ an den Sultan. Die Art und Weise, wie Brooke ohne Gewalt zu seinem eigenen Königreich gelangte, erregte große Aufmerksamkeit in der britischen Öffentlichkeit.
Brooke gelang es, vom Sultan unabhängig zu werden und gründete die Dynastie der weißen Rajas. Er reformierte die Verwaltung und gemeinsam mit dem Admiral Sir Henry Keppel unternahm er zwischen 1843 und 1849 mehrere Expeditionen, um die Piraterie des Volksstammes der Iban zu beenden. 1850 wurde Sarawak als erstes von den Vereinigten Staaten anerkannt, gefolgt 1863 vom Vereinigten Königreich. 1857 wurde James Brooke kurzzeitig aus der Hauptstadt Kuching vertrieben, konnte aber mit der Hilfe seines Neffen und späteren Nachfolgers Charles Johnson Brooke in die Stadt zurückkehren. 1865 unterstützte James Brooke die Forschungsreise des italienischen Botanikers Odoardo Beccari nach Borneo.
1868, nach dem Tod von James Brooke, wurde Charles Johnson Brooke zum weißen Raja von Sarawak. Dieser setzte die Arbeit seines Onkels fort und bekämpfte weiterhin die Piraterie und die Kopfjagd der Iban. Er baute den Handel und den Machtbereich seines Reiches aus, während das Sultanat Brunei auf seine heutige Fläche reduziert wurde. 1888 stellte er sich unter dem Schutz des Vereinigten Königreiches und Sarawak wurde so zum Protektorat. 
1917, während des Ersten Weltkrieges, folgte der Sohn Charles Johnson Brookes Charles Vyner Brooke als König von Sarawak und wurde zum dritten weißen Raja. Unter Charles Vyner Brooke erlebte Sarawak seine wirtschaftliche Blüte durch die Gewinnung von Erdöl und Gummi. Dies ermöglichte die Modernisierung des Landes. Am 25. August 1937 wurde Anthony Brooke, der Neffe Charles Vyner Brookes zum Thronerben ernannt. Während des Zweiten Weltkrieges wurde Borneo 1942 von japanischen Truppen besetzt und der weiße Raja floh mit seiner Familie nach Sydney in Australien. 1945 wurde Borneo von der Australian Army befreit und Charles Vyner Brooke konnte zurückkehren. 
Am 30. Juni 1946 verzichtete Charles Vyner Brooke auf seinen Thron und Sarawak wurde zur britischen Kronkolonie. Im Gegenzug erhielten er und seine drei Töchter eine beträchtliche Pension. Anfangs protestierte sein Neffe und Erbe Anthony Brooke gegen diese Entscheidung, akzeptierte diese jedoch 1951. Sarawak nahm an den Asienspielen 1962 in Jakarta teil. Am 22. Juli 1963, im Todesjahr von Charles Vyner Brooke, erhielt Sarawak seine Unabhängigkeit vom Vereinigten Königreich und gründete zusammen mit Singapur, Nord-Borneo und der Föderation Malaya den Staat Malaysia.

## Karten

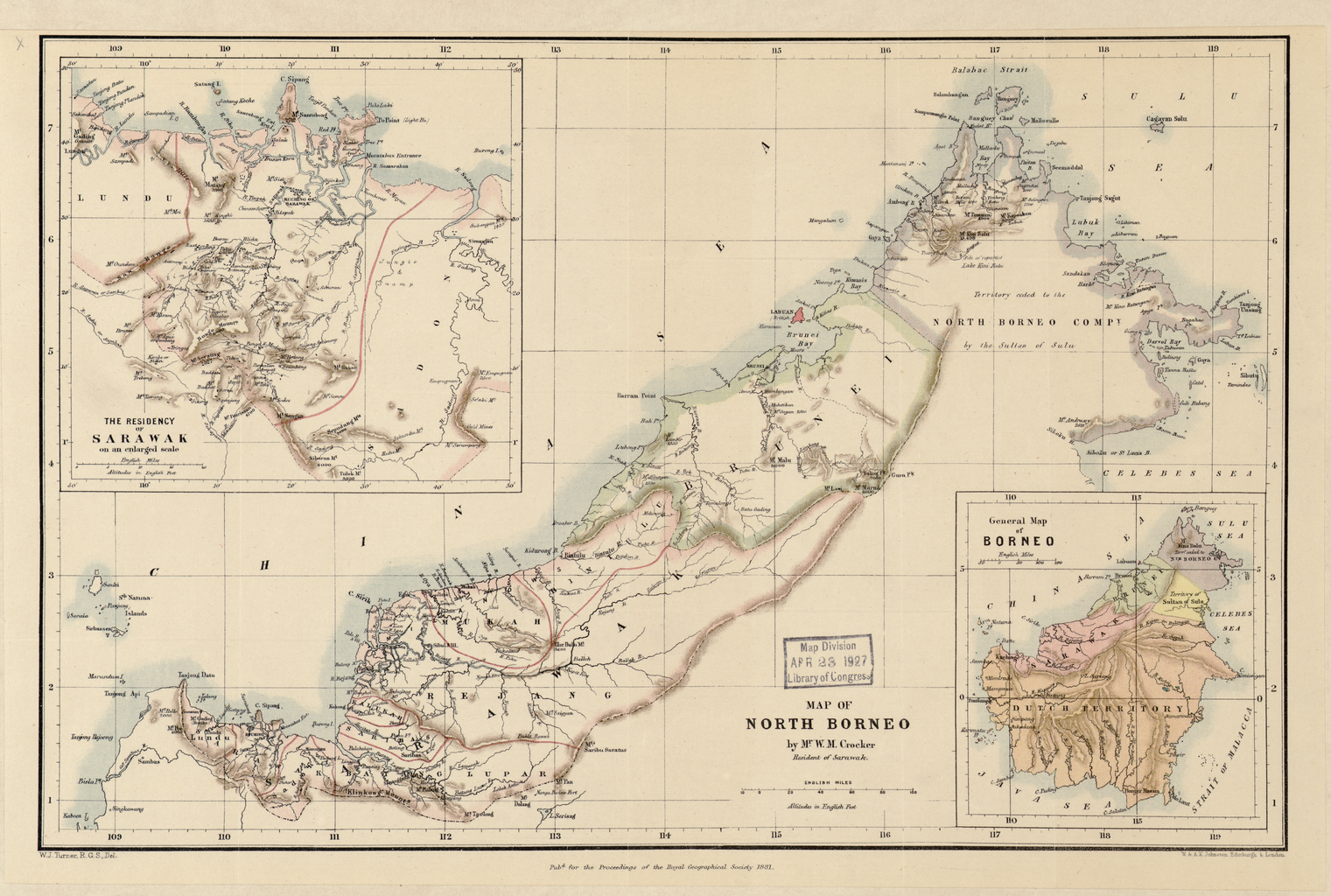
Karte von Borneo und Sarawak 1881
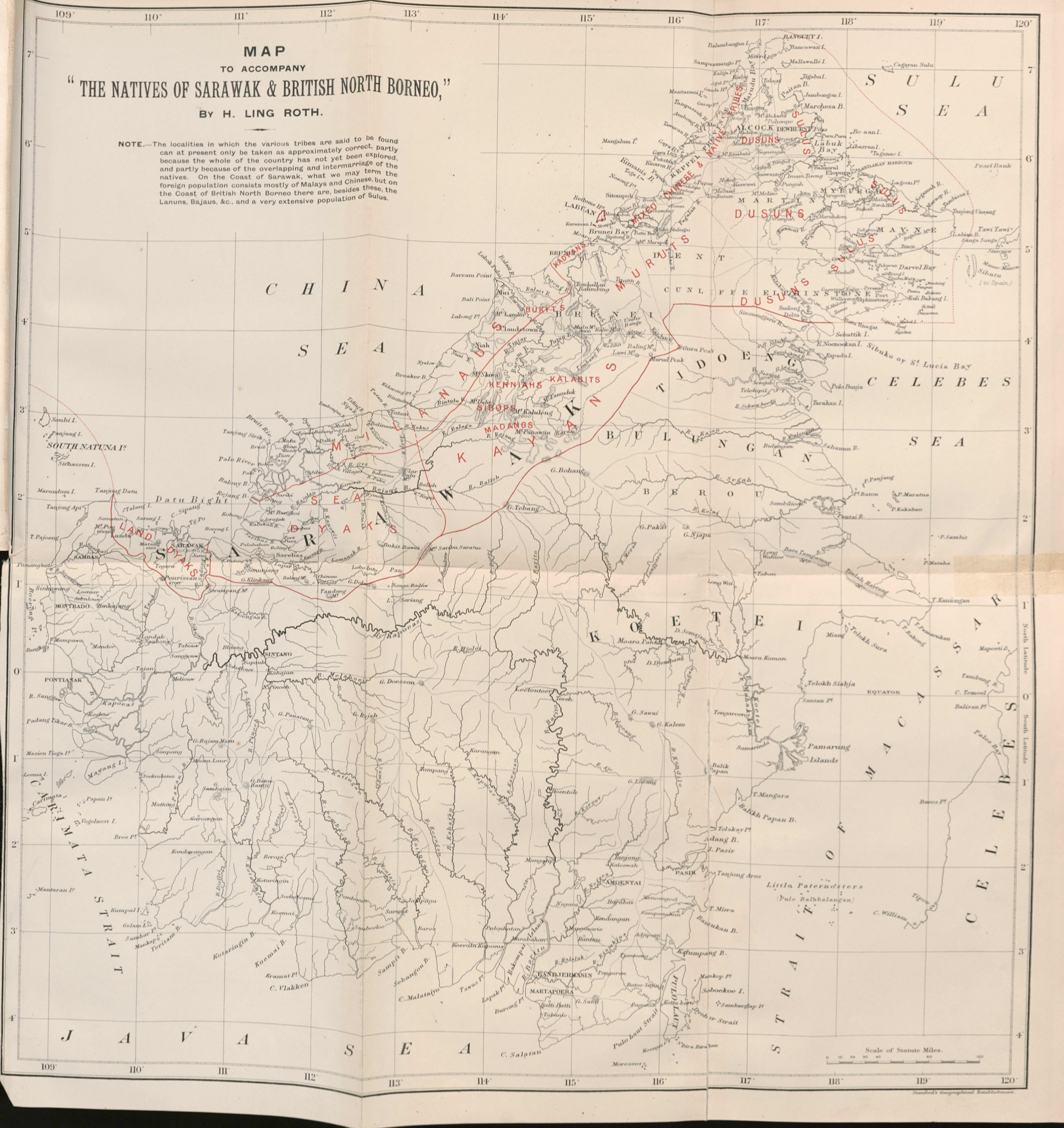
Karte von Borneo und Sarawak 1896
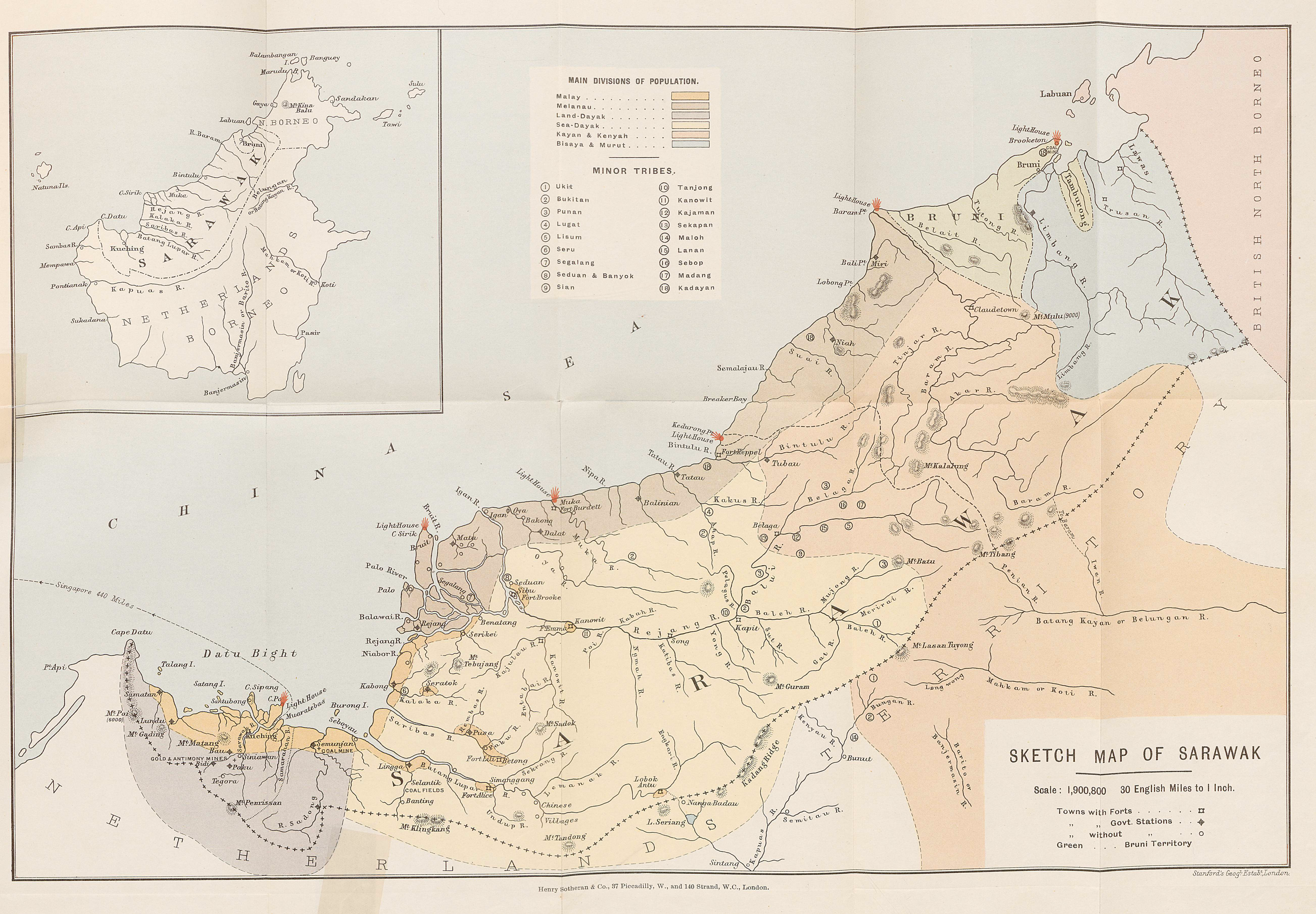
Karte von Borneo und Sarawak 1908

## Weiße Rajas

Die weißen Rajas
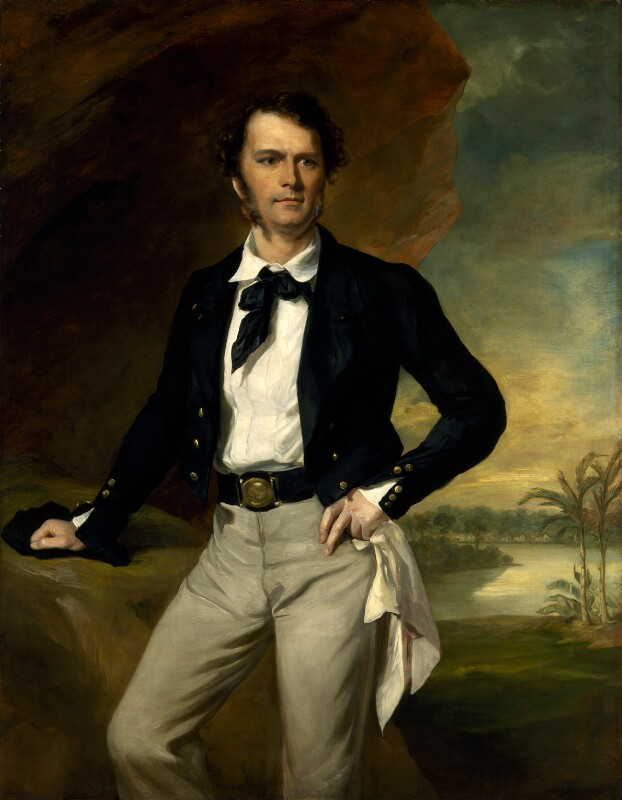
James Brooke (1841–1868)
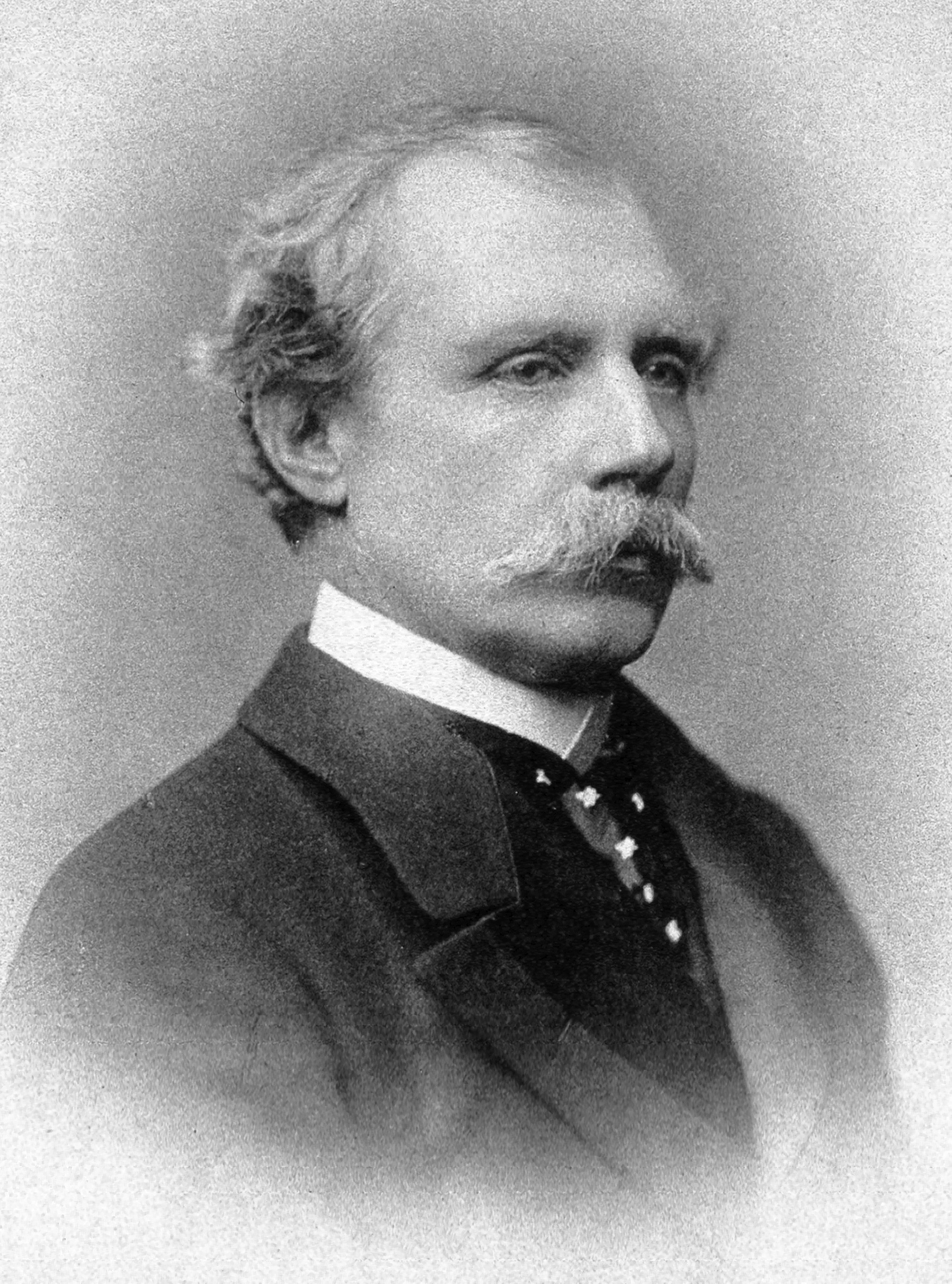
Charles Johnson Brooke (1868–1917)
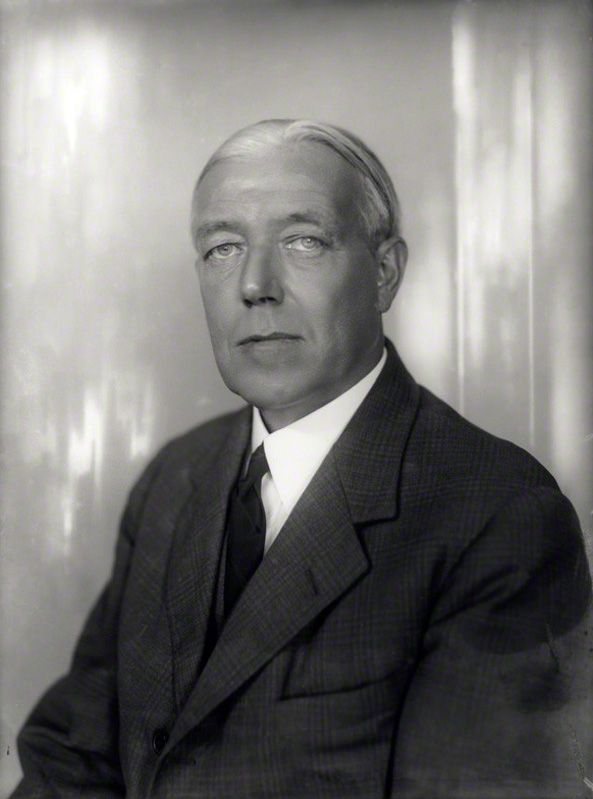
Charles Vyner Brooke (1917–1946)